# Helsingfors kassun
Helsingfors kassun är en kassunfyr som ligger långt ute i Finska viken, 3 kilometer innanför Finlands territorialvattengräns och 24 kilometer söder om Helsingfors centrum, inom området Territorialhavet.
Fyren började byggas i maj 1958 och i augusti samma år sänktes den ner på sin rätta position på 13 meters djup. Inför vintern försågs den med en tillfällig lysanordning, men blev påkörd två gånger under vintern. Andra gången skadades det skyldiga fartyget såpass allvarligt att det inte kunde fortsätta utan måste återvända till Helsingfors för reparation, och befälhavaren ställdes till svars för skadorna. Det visade sig att fartyget förde så hög däckslast av timmer att sikten från styrhytten skymdes. Gjutarbetet av tornets övervattendelar vidtogs följande sommar, och officiellt togs fyren i bruk i september 1959. Fyren fjärrstyrs manuellt från Gråhara.
Fyren ersatte fyrskeppet Äransgrund som funnits där sedan 1892. Ursprungligen var lysvidden 19 NM men sänktes till 12 då fyren övergick till soldrivna batterier. Antennen till radiofyren fick 1984 ge vika för en helikopterplatta.